# Eozapus
Eozapus — рід гризунів родини Dipodidae. Сучасні представники є ендеміками Китаю. Вимерлі види були знайдені у Східній Азії, а також на іншому кінці Євразії, включаючи Іспанію та Австрію. Дієта в основному складається з зелених рослин.

## Морфологічні характеристики
Довжина голови й тулуба становить 70–100 мм, довжина хвоста — 115–144 мм, задні ступні — 26–31 мм, вуха 11–15 мм, маса тіла — 15–20 грамів. На спині жовто-охристий, з темнішою та різко окресленою спинною ділянкою від чола до хвоста; боки світлі, блідо-червонувато-коричневі. Черево біле, але з явною блідо-коричневою поздовжньою смугою завширшки 5 мм в E. setchuanus, тоді як E. vicinus має цілком біле черевце без черевної смуги. Хвіст довгий і тонкошерстий, виразно двоколірний з темним зверху і чисто білим знизу; кінчик білий. Слухові булли великі.

## Середовище
Зустрічається на високих висотах у гірських районах, де переважно займає чагарниково-степові або лучні місця, хоча зустрічається і в смерекових лісах. 

## Види
- Eozapus setchuanus
- Eozapus vicinus[2]
- Eozapus wanglangensis[2]
- † Eozapus intermedius
- †Eozapus major
- †Eozapus prosimilis
- †Eozapus similis